# Tratado de Ninfeo
Se conoce con el nombre de tratado de Ninfeo el convenio firmado en 1261 entre la república de Génova —liderada por el primer capitán del pueblo Guillermo Boccanegra— y Miguel VIII Paleólogo —emperador de Bizancio y regente del Imperio de Nicea— que preveía el apoyo de los genoveses en la reconquista de Constantinopla a los emperadores latinos de Bizancio con una flota amarrada en el puerto de la capital bizantina para impedir incursiones marítimas de la República de Venecia y el empeño posterior por parte genovesa de abastecer por mar al reconstituido imperio.
Lo que pretendía Miguel VIII era expulsar a los enemigos de los genoveses de su propio territorio, de concederles todos los privilegios comerciales y el control marítimo de los estrechos del mar Negro.
El Imperio bizantino siguió siendo hasta su caída en 1453 una plaza segura para los genoveses que controlaron su suerte durante cerca de dos siglos.
- Datos: Q2476810